# فرودگاه صحرایی انریکیوو
فرودگاه صحرایی انریکیوو (به انگلیسی: Enriquillo Field) یک فرودگاه همگانی است که یک باند فرود سنگفرش دارد و طول باند آن ۴۷ متر است. این فرودگاه در کشور جمهوری دومنیکن قرار دارد و در ارتفاع ۹ متری از سطح دریا واقع شده است.